# Джамия Шах Чераг
Джамията Шах Чераг (на персийски: شاه چراغ), в която има гробница, се намира в град Шираз, Иран.
Името на джамията буквално означава „Царят на светлината“. Безброй огледалца и стъкълца покриват до сантиметър красивата джамия и пречупват светлината от всеки ъгъл. Много хора казват, че мавзолеят-джамия е място, което може да накара дъха на човек да спре.
В нея е погребан Амир Ахмад Ибн Муса Ал-Кадхим, познат като Шах Чераг, брат на Имам Реза. Храмът е построен след 11 век и е бил реновиран по времето на Сефевидите. През годините претърпява разрушения при редица земетресения и е ремонтирана многократно. Куполът на джамията, който може да се види в наши дни, е построен по времето на Каджарите.
Погледната отвън, джамията Шах Чераг изглежда съвсем обикновена, но интериорът ѝ е впечатляващ. Освен милионите парченца стъклена мозайка, декорациите ѝ включват още надписи и орнаменти върху циментова мазилка и врати, покрити със сребърни панели. Портикът и широкият ѝ двор, също са впечатляващи.
Вътрешните стени на джамията, които са покрити с парченца разноцветни стъкла – в зелено, жълто, червено и синьо, блестейки под светлините на лампите, умножават многократно красотата на това свещено място.
Шах Чераг е едно от най-важните места за поклонение в град Шираз и привлича милиони поклонници и туристи от цял свят.
Не е много известно как е открита джамията, но според една от историите, около 900 г. след Хр., пътник забелязва нещо блещукащо в далечината, а когато се приближава, вижда гроб, окъпан в светлина. По-късно районът се превръща в място за поклонение на шиитите.